# الغزو المغولي الأول لبورما
كانت الغزو المغولي الأول لبورما (ميانمار الحالية) سلسلة من الصراعات العسكرية بين سلالة يوان التابعة لقوبلاي خان، وتقسيم الإمبراطورية المغولية، والإمبراطورية الباغانية التي وقعت بين عامي 1277 و1287. أطاحت الغزوات بالإمبراطورية الوثنية التي يبلغ عمرها 250 عامًا، واستولى الجيش المغولي على الأراضي الوثنية في ديهونغ ويونان وشمال بورما الحالية إلى تاغاونغ. وكانت هذه الغزوات إيذانًا باندلاع 250 عاماً من التشرذم السياسي في بورما وصعود ولايات تاي شان العرقية في جميع أنحاء جنوب شرق آسيا القارية.
طلب المغول لأول مرة الجزية من باغان في 1271-1272، كجزء من سعيهم لتطويق سلالة سونغ في الصين. وعندما رفض الملك ناراثيهابات، أرسل الإمبراطور كوبلاي خان بنفسه بعثة أخرى في عام 1273، مطالباً بالجزية مرة أخرى. ومجددًا جرى رفضها. في عام 1275، أمر الإمبراطور حكومة يونان بتأمين الأراضي الحدودية من أجل سد طريق الهروب على سونغ، وسمح بحرب حدودية محدودة إذا اعترضت باغان. اعترضت باغان ولكن جيشها اقتيد إلى الحدود من قبل الجيش المغولي في 1277-1278. بعد فترة هدوء قصيرة، حوّل كوبلاي خان اهتمامه إلى جنوب شرق آسيا، مطالباً بالجزية من باغان، وإمبراطورية الخمير، ودي فيت، وشامبا. عندما رفض الملك البورمي مرة أخرى، أمر الإمبراطور بغزو شمال بورما. وبعد حملتي موسم الجفاف (1283-1285)، احتل المغول تاغاونغ وهانلين، ما أجبر الملك البورمي على الفرار إلى بورما السفلى. ونظم المغول شمال بورما كمقاطعة تشنغميان.
بدأت مفاوضات وقف إطلاق النار في عام 1285، وانتهت بموافقة ناراثيهابات أخيراً على الاستسلام في يونيو 1286. ووافقت السفارة البورمية التي تسلمها الإمبراطور في بكين في يناير عام 1287 على معاهدة تعترف بسيادة سلالة يوان أو الإمبراطورية المغولية على الإمبراطورية الباغانية والمدفوعات السنوية للضرائب لحكومة يونان مقابل إجلاء القوات المغولية من شمال بورما. ولكن المعاهدة لم تدخل حيز التنفيذ أبداً عندما اغتيل ناراثيهابات في يوليو 1287، ولم تظهر أي سلطة يمكنها احترام المعاهدة. اعتبرت القيادة المغولية في يونان حينها الأمر الإمبراطوري بالانسحاب باطلًا، وأمرت بغزو وسط بورما. ربما لم يصلوا إلى باغان، وحتى لو وصلوا، فبعد أن عانوا من خسائر فادحة، عادوا إلى تاغاونغ.
تفككت الإمبراطورية الوثنية وتلت ذلك الفوضى. لم يفعل المغول، الذين فضلوا الوضع على الأرجح، شيئًا لاستعادة النظام في السنوات العشر التالية. وفي مارس عام 1297، قبلوا الخضوع الطوعي لكيوساوا ملك الباغان، على الرغم من أنه لم يسيطر إلا قليلًا على عاصمة الباغان (باغان). ولكن أُطيح بكيوساوا بعد تسعة أشهر، واضطر المغول إلى التدخل، ما أدى إلى غزوهم الثاني في 1300-1301.
أبلغ ماركو بولو عن الغزوات الأولى (1277-1287) في رحلته، إيل ميليون. وأشار البورميون إلى الغزاة باسم تاروك (باسم القوات التركية في آسيا الوسطى التي كانت تشكل إلى حد كبير جيش الغزو المغولي)؛ اليوم، يشير مصطلح تاروك إلى الصينيين الهانيين بدلًا من ذلك. ويُذكر الملك ناراثيهابات بشكل غير لطيف في التاريخ البورمي باسم تاروك بي مين «الملك الذي فر من التاروك».

## خلفية تاريخية

### باغان ودالي
في القرن الثالث عشر، كانت الإمبراطورية الباغانية، جنبًا إلى جنب مع إمبراطورية الخمير، واحدة من الإمبراطوريتين الرئيسيتين في جنوب شرق آسيا البري. وبالنسبة للكثير من تاريخها، لم تكن الصين جارة باغان في الشمال الشرقي، بل كانت مملكة دالي المستقلة وسلفها نانجاو، وكلاهما مع دالي كعاصمة لهما. كانت الممالك التي تتخذ من دالي مقراً لها قوية في حد ذاتها، وكانت تتحالف في بعض الأحيان مع الإمبراطورية التبتية في غربها وفي أوقات أخرى مع سلالتي تانغ وسونغ في الصين. والواقع أن جيوش نانجاو المثبتة غامرت في عمق ما يعرف اليوم ببورما، وربما كانت وراء تأسيس مدينة باغان في القرون الوسطى والأسرة الباغانية نفسها.
بين الأراضي المغولية التي تم احتلالها حديثًا وباغان، كانت هناك رقعة واسعة من الأراضي الحدودية تمتد من محافظات ديهونغ وباوشان ولينكانغ الحالية في اليونان وكذلك منطقتي وا وبالاونغ (يُفترض في ولاية شان الشمالية الحالية)، التي ادعت باغان ودالي على حد سواء السيطرة عليها ومارستا مجالات متداخلة من النفوذ. ثم كما هو الحال الآن، تتكون الأراضي الحدودية في الغالب من التضاريس المحظورة من سلاسل الجبال العالية.

### الغزو المغولي لدالي
وصلت الإمبراطورية المغولية لأول مرة إلى أعتاب الإمبراطورية الباغانية في عام 1252 بغزو مملكة دالي في محاولتها تطويق سونغ الصين. استولت الجيوش المغولية على العاصمة دالي في 7 يناير 1253، واستمرت لتهدئة جزء كبير من المملكة بحلول عام 1257.
لم يزعج وصول المغول في البداية النظام القائم في الأراضي الحدودية حيث كان المغول عازمين على إنهاء سونغ. على مدى السنوات العشر التالية، عززوا قبضتهم على الأرض التي جرى احتلالها حديثًا، والتي لم توفر لهم قاعدة للهجوم على سونغ من الخلف فحسب، بل كانت أيضًا ذات موقع استراتيجي على الطرق التجارية من الصين إلى بورما والهند. أقام المغول حاميات عسكرية، يديرها في الغالب مسلمون ناطقون بالتركية من آسيا الوسطى، في 37 دائرة من مملكة دالي السابقة.

### انحدار إمبراطورية باغان
بحلول ذلك الوقت، كانت الإمبراطورية الباغانية، على الرغم من المظاهر الخارجية للهدوء، في تراجع طويل وبطيء منذ أوائل القرن الثالث عشر. وقد أدى النمو المستمر للثروة الدينية المعفاة من الضرائب إلى انخفاض كبير في القاعدة الضريبية للمملكة. فقد الملك الموارد اللازمة للاحتفاظ بولاء الحاشية والجنود العسكريين، ما أدى إلى حلقة مفرغة من الاضطرابات الداخلية والتحديات الخارجية. على الرغم من أنها تمكنت من إخماد الدفعة الأولى من التمردات الخطيرة في 1258-1260 في جنوب أراكان ومارتابان (موتتاما)، فقد استمر الانحدار. عشية الغزوات المغولية، جرى التبرع بما بين ثلث وثلثي أراضي بورما العليا الصالحة للزراعة لصالح الدين. كانت قدرة الملك على تعبئة الدفاعات في خطر شديد.

## تمهيد للحرب

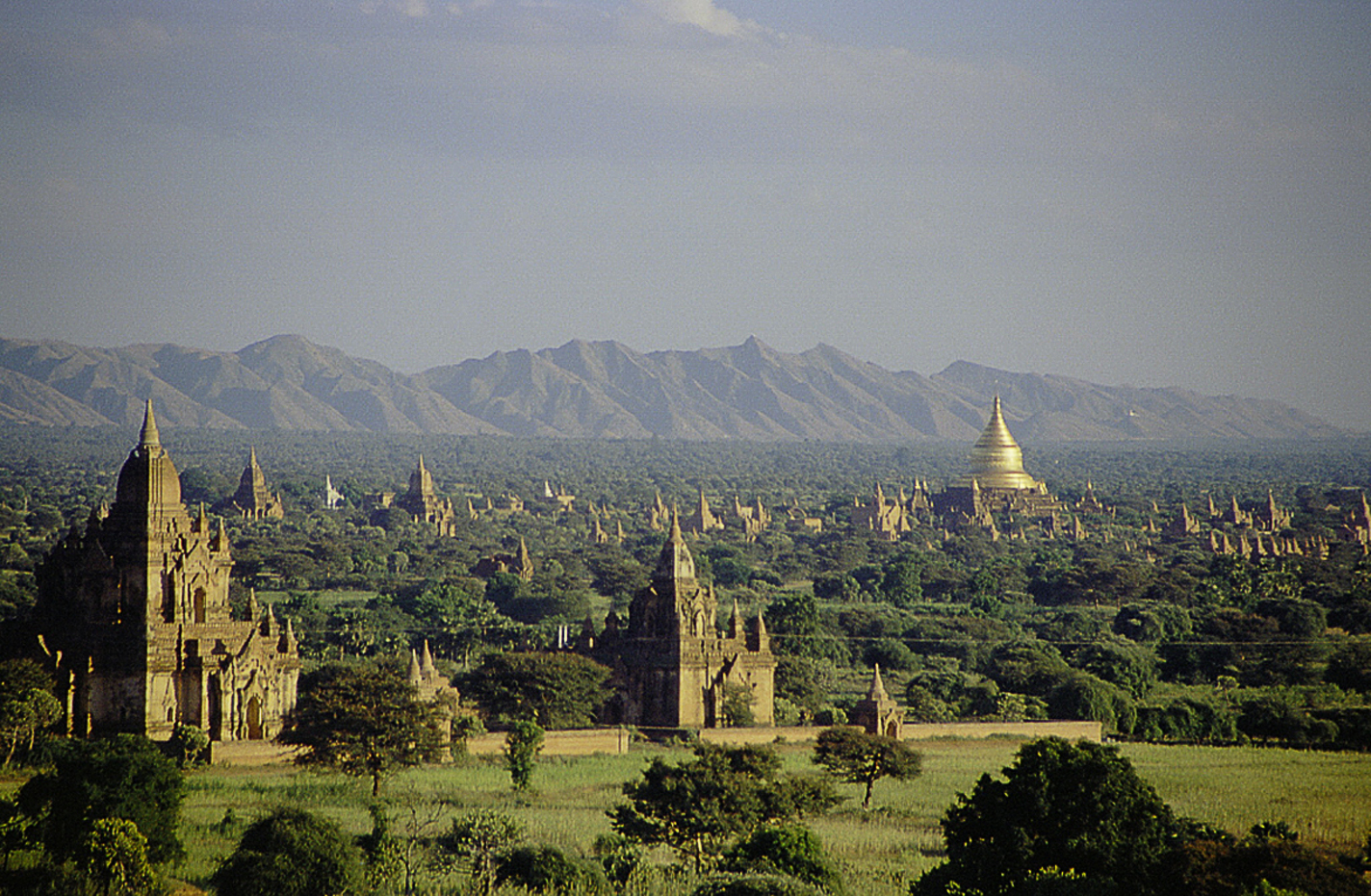
باغان، بورما

### البعثة المغولية الأولى (1271-1272)
انتهت فترة الهدوء لباغان في أوائل السبعينيات من القرن الثالث عشر. وبحلول ذلك الوقت، كان السونغ على وشك الانهيار، وسعى الإمبراطور كوبلاي خان، الذي أسس رسمياً سلالة يوان في 18 ديسمبر 1271، إلى قطع تراجع لاجئي سونغ في جميع الاتجاهات. في حالة باغان، كان قد أمر حاكم دالي المغول بتشديد السيطرة على الأراضي الحدودية، وفي يناير 1271، بإرسال بعثة إلى باغان للمطالبة بالجزية. كانت الجزية التي طالب بها اسمية. وبالنظر إلى انشغالاته ذات الأولوية العليا في أماكن أخرى، لم يكن الإمبراطور يتطلع إلى استبدال النظام في باغان. على الحدود، استسلم حاكم منطقتي وا وبالاونغ إلى المغول.
عندما ظهر المبعوثون المغول بقيادة كيداي توين، كانت المحكمة الباغانية بقيادة رئيس الوزراء أناندا بيسي على علم تام بالقوة العسكرية للمغوليين ونصحت الملك ناراثيهابات باستخدام الدبلوماسية. وكان الملك غاضبًا من هذا الطلب وأبقى المبعوثين المغول في انتظار لأسابيع. وأخيرًا وضعت المحكمة حلًا وسطًا: فقد أُعيد المبعوثون دون أن يروا الملك أبدًا. ورافقهم مبعوث بورمي حمل رسالة تعبر عن مشاعر ودية ورغبة الملك البورمي في عبادة أحد أسنان بوذا في بكين في يوم من الأيام. ثم أمر الملك على الفور ببعثة، والتي استولت على المناطق الحدودية المتمردة في أبريل عام 1272. أعيد زعيم المتمردين إيه- بي آي إلى باغان. ونقل دالي الخبر إلى بكين لكنه لم يقم بأي عمل عسكري.

### البعثة المغولية الثانية (1273)
في بكين، قرر كوبلاي خان، الذي كان يستعد لغزو اليابان، عدم خوض حرب مع باغان- في الوقت الحالي. وفي 3 مارس عام 1273، أرسل وفداً من 4 أعضاء برئاسة سفير إمبراطوري، هو السكرتير الأول لطقوس المجلس، إلى باغان. حمل الوفد رسالة من الإمبراطور. وجاء في الرسالة:
«إذا كنت قد قررت أخيرًا أن تقوم بواجباتك تجاه الأعلى، أرسل أحد إخوتك أو كبار وزرائك، لتظهر للرجال أن كل العالم مرتبط بنا، وللدخول في تحالف دائم. وهذا سيزيد من سمعتك، وسيكون في مصلحتك الخاصة. لأن الأمر إذا وصل للحرب، من سيكون المنتصر؟ تأمل كلماتنا جيدًا أيها الملك».
هذه المرة، استقبل الملك البورمي المبعوثين الإمبراطوريين لكنه رفض الخضوع. تقول الوقائع البورمية إن الملك تعرض للإهانة لدرجة أنه أعدم المبعوثين. لكن كلًا من الأدلة التسجيلية البورمية وسجلات يوان تشير إلى أن المبعوثين لم يُعدموا. على أي حال، لم يعد المبعوثون الإمبراطوريون إلى يونان في الوقت المناسب. وقد أرسلت حكومة يونان التي تم تشكيلها حديثًا وفدًا آخر للتحقيق في مكان وجود الوفد، بيد أن الوفد لم يتمكن من الوصول إلى باغان بسبب التمرد المستمر في طريقه.

### توحيد المغول للأراضي الحدودية (1275-1276)
وفي الوقت نفسه، في عام 1274، أعيد تنظيم مملكة دالي السابقة رسمياً كمقاطعة يونان، مع تعيين سيد عجال شمس الدين عمر حاكمًا. وفي مايو 1275، أرسل الحاكم تقريرًا إلى الإمبراطور يفيد بأن الوفد لم يعد. ومن الواضح أن البورميين لم يكن لديهم أي نية للاستسلام؛ فكانت تلك الحرب هي السبيل الوحيد للمضي قدمًا.
لكن الإمبراطور رفض غزواً صريحاً ولم يكن الإمبراطور، الذي خرج لتوه من حملة يابانية كارثية، راغباً في إلزام قوات الحكومة المركزية بما اعتبره شأناً ذا أولوية منخفضة. وقال إنه يركز الآن على توجيه الضربة القاضية ضد السونغ. أمر الإمبراطور جيش مقاطعة يونان بتأمين الأراضي الحدودية من أجل سد طريق الهروب على لاجئي سونغ. كما فرض عقوبات على حرب حدودية محدودة إذا اعترضت باغان على الاستيلاء. كما هو مخطط، شرع جيش يونان في تعزيز الأراضي الحدودية في 1275-1276. وفي مكان آخر، استولت الجيوش المغولية الرئيسية على معظم أراضي سونغ بحلول عام 1276.
وبحلول عام 1277، كانت دولة واحدة على الأقل من البورميين تسمى «غولد تيث» (ينغجيانغ الحديثة) قد خضعت للمغول. وكما هو الحال في عام 1272، ردت الحكومة البورمية بإرسال جيش لاستعادة الولاية المتمردة. ولكن على عكس عام 1272، كان المغول قد نشروا حامية كبيرة هناك. وعلى الرغم من أنهم كانوا في نهاية المطاف تحت القيادة المغولية، كان العديد من الضباط ومعظم جنود الحامية من الشعوب الناطقة باللغة التركية أو من الغرب الأبعد: أتراك من سمرقند، بخارى، ميرف ونشابور، وكان أيضًا الجنود الأسرى من إمبراطورية خوارازميد، كيبتشاك، وحتى بولغار من الفولغا السفلى.

## حرب الحدود (1277-1278)
ما تلا ذلك هو حرب حدودية في 1277-1278. وقد ورد ذلك أساسًا في وقائع سلالة يوان وسفر ماركو بولو. على الرغم من أن السجلات البورمية ليس لها سجل للحرب الحدودية، يشير نقش بورمي 1278 إلى هزيمة الجيش في نغاسونغجيان. تحتوي الروايات المغولية للحرب الحدودية على أخطاء معينة في الموقع والأرقام على الرغم من أن الرواية العامة قد تكون دقيقة.